# Perifert venekateter
 For alternative betydninger, se drop.
Et perifert venekateter, i fagsproget ofte kaldet et venflon eller blot ved forkortelsen PVK, populært kaldet et drop, er et tyndt plastikkateter, der lægges ind i en vene på en patient, for derigennem at lette administration af medicin eller væske. Et PVK lægges typisk en vene enten på håndryggen eller i albuebøjningen, da venerne her oftest ligger tæt under huden og er tydeligere at se; dette vil dels gøre det lettere at lægge katetret rigtigt, dels mindske ubehaget for patienten. 
PVK anvendes oftest på sygehuse eller tilsvarende klinikker, hvor patienter kan have behov for intravenøs behandling gennem dage eller endog uger. Det er almindeligvis læger eller erfarne sygeplejersker, der anlægger et PVK, omend særligt uddannede social- og sundhedsassistenter også kan varetage opgaven visse steder. 
Anlæggelse af venflon i håndryggen er normalt at foretrække, da erfaring viser at utilsigtede fjernelse er mindre, end ved anlæggelse i albuebøjningen.[kilde mangler] Ved svært tilgængelige vener vil det ofte være nemmere at anlægge PVK i albuebøjningen.
PVK fås i forskellige størrelser. For at kende forskel er proppen på injektionsporten indfarvet i forskellige farver, af hvilke de mest almindeligt anvendte er:
| Farve | Størrelse | Transfusion | Kontrast | Væske |
| ----- | --------- | ----------- | -------- | ----- |
| Hvid  | 1,4       | Ja          | Ja       | Ja    |
| Grøn  | 1,3       | Ja          | Ja       | Ja    |
| Rød   | 1,1       | Ja          | Nej      | Ja    |
| Blå   | 0,9       | Ja          | Nej      | Ja    |

Noter:
1. ↑  Diameter på den kanyle, der bruges til at anlægge PVK'et, angivet i millimeter.
2. ↑  Om PVK'et kan anvendes til blodtransfusioner, hvor den infunderede væske naturligt vil have en lidt højere viskositet, og derfor har brug for større lumen at løbe gennem.
3. ↑  Om PVK'et kan anvendes til indgift af kontrastvæske ved for eksempel CT-scanning
4. ↑  Væsketerapi, der ikke er dækket af de øvrige kolonner.

Fordelen ved et PVK er primært, at man har adgang til kontinuerlig indgift af medicin eller væske, ligesom man med et enkelt stik har mulighed for at administrere intravenøs medicin adskillige gange. Et PVK kan ligge i samme vene i op til 3 døgn, inden det bør skiftes; anlæggelse af et PVK medfører altid en øget infektionsrisiko, da hudens naturlige barriere for infektioner bliver brudt ved indstiksstedet. Skiftes et PVK inden for 72 timer af anlæggelse er infektionsrisikoen dog minimal. At skifte et PVK indebærer at plastikkatetret fjernes fra venen, så hullet i huden kan få lov at hele op, og at et nyt PVK anlægges i en anden vene.